# Separatismus na Srí Lance
Separatismus na Srí Lance vznikl v důsledku britského kolonialismu v 19. a první polovině 20. století.   
Celková populace Srí Lanky čítající zhruba 22 milionů lidí sestává ze dvou dominantních etnik. Tím prvním jsou Sinhálci, kteří tvoří zhruba 75 % populace ostrova. Druhé dominantní etnikum, srílanští Tamilové, tvoří pouhých 12 % populace. Zbylých 13 % je tvořeno indickými Tamily, muslimy a Burghery. Separatistické tendence se na Srí Lance začaly poprvé objevovat mezi tamilským obyvatelstvem v 70. letech a v roce 1983 přerostly v občanskou válku, která trvala 26 let.   

## Kolonialismus
Kolonialismus je jednou z hlavních příčin vzniku etnického konfliktu mezi Sinhálci a Tamily.
Ostrov byl kolonizován již od 16. století. Jako první dobyli jižní část ostrova Portugalci. Ti se potom na ostrově snažili šířit křesťanství, mnohdy i násilným způsobem. Portugalci byli v 17. století vyhnáni Holanďany, kteří byli v 19. století nahrazeni Brity. Britové se v období Napoleonských válek obávali, že by Srí Lanka mohla připadnout Francii, rozhodli se proto na ostrov vydat a podmanit si ho dříve, než Francie. V roce 1815 se Britům podařilo dobýt poslední odolávající království v Kandy a tím i celý ostrov.
Britové zaváděli velké množství moderních opatření, budovali infrastrukturu a vzdělávací systém. Později v 19. století začali s pěstováním kávy na plantážích, ale káva musela být kvůli napadení plísní nahrazena čajem. Pěstování čaje se ukázalo jako velmi úspěšné a z čaje se tak stala jedna z nejvýznamnějších vývozních komodit.
S rozmachem pěstování čaje a rozšiřováním čajovníkových plantáží začala na ostrově docházet pracovní síla, která by se o tyto plantáže starala. Proto kolonizátoři přikročili k dovozu této pracovní síly ze zahraničí, konkrétně z Indie. Tito takzvaní plantážní Tamilové byly ve 20. století jednou z mnoha příčin rozporu mezi Sinhálci a Tamily.
V průběhu britského kolonialismu se srílanské obyvatelstvo mělo příležitost vzdělávat v anglických školách. Toho využívali především Tamilové, kteří díky tomu získávali zaměstnání na úřednických postech. To vedlo později k nevoli ze strany Sinhálců a z anglického vzdělání se tak stal jeden z hlavních důvodů občanské války.

## Situace mezi lety 1948 a 1983
V roce 1948 získala Srí Lanka (tehdy stále nazývaná Cejlon) nezávislost a naplno se začaly projevovat rozepře mezi Tamily a Sinhálci. V průběhu kolonizace Velkou Británií bylo především Tamilům umožněno získat kvalitní anglické vzdělání a následně mohli být zaměstnáváni ve veřejném sektoru na úřednických postech. Tento fakt se setkal s nevolí sinhálské většiny, která větší vzdělanost a pracovní příležitosti pro Tamily vnímala jako neoprávněná privilegia, která Sinhálci neměli.
Po získání nezávislosti začala většinová silnhálská vláda prosazovat politiky, ze kterých benefitovala především sinhálská populace. V roce 1949 byl například prosazen zákon omezující práva plantážních Tamilů, ze kterých tak de facto bylo učiněno etnikum bez domova, identity a volebního práva.
Od 50. let 20. století se potom začaly silněji projevovat nacionalistické tendence mezi sinhálskou populací. V roce 1956 premiér Bandaranaike prohlásil sinhálštinu za jediný oficiální jazyk na Srí Lance. To vedlo k tomu, že velká část Tamilů, do té doby zaměstnaná ve státním sektoru, přišla o práci jednoduše proto, že neuměla sinhálsky. Tento krok byl vnímán jako další pokus vlády o utlačování tamilské menšiny.  
V 70. letech potom diskriminace Tamilů ze strany sinhálské vlády pokračovala reformami školství, kdy pro Tamily bylo podstatně náročnější dostat se na univerzitu. V 70. letech byl navíc za státní náboženství prohlášen buddhismus. Buddhismus je náboženstvím většinového sinhálského etnika, zatímco Tamilové jsou převážně hinduisté. To bylo proto důvodem další vlny nevolí ze strany Tamilů a 70. letech se poprvé objevilo volání po samostatném tamilském státu. V důsledku toho se zformovala separatistická skupina Tamilských tygrů (LTTE), jejímž cílem bylo založení samostatného tamilského státu na severu země, neboli Tamilského Ílamu. 

## Občanská válka (1983–2009)
Občanská válka na Srí Lance začala oficiálně roku 1983, kdy Tamilští tygři zavraždili 13 vojáků srílanské armády. Odpovědí na tyto vraždy byly masakry Tamilů ze strany Sinhálců. Více než 300 000 Tamilů opustilo zemi a tím se rozšířila tamilská diaspora po celém světě. Tamilové žijící v zahraničí se potom významně podíleli na financování aktivit LTTE. Činy Tamilských tygrů se vyznačovaly vysokou mírou násilnosti a brutality. Na denním pořádku byly vraždy, vydírání a zastrašování. Organizace také jako první na světě začala využívat sebevražedných bombových útoků.
V roce 1987 se do konfliktu zapojila Indie, když na Srí Lanku vyslala vojáky, kteří sice měli původně pomoci ukončit probíhající konflikt, nakonec se však přidali na stranu Tamilských tygrů. O tři roky později proto muselo být toto vojsko staženo. 
V devadesátých letech začala síla LTTE narůstat. Poté, co v roce 1991 zavraždili indického premiéra Gándhího a o dva roky později srílanského prezidenta, se organizaci podařilo vytvořit de facto samostatný stát na severu země. Na konci 90. let se boje zintenzivňovaly a srílanské armádě se podařilo dobýt jednu z bašt LTTE – město Jaffna na severu země. Kvůli využití modernějších technologií a velice brutálního násilí byla organizace prohlášena za teroristickou, což později znesnadnilo její financování ze zahraničí.   
V novém tisíciletí se v konfliktu začaly angažovat i další země, zejména Norsko. To se v roce 2002 pokusilo zprostředkovat uzavření úmluvy o klidu zbraní, avšak vyjednávání byla přerušena vlnou tsunami v roce 2004. V roce 2005 byl pak zvolen za prezidenta Mahinda Radžapaksa, který neměl zájem na pokračování mírových vyjednávání. Naopak upřednostňoval rychlé a násilné řešení celé situace. Radžapaksa se nebál poskytnout armádě jakékoliv prostředky, které by pomohly porazit Tamilské tygry. V důsledku toho se pak srílanská armáda chovala téměř stejně násilně, jako LTTE. V posledních letech války se podařilo armádě zatlačovat separatisty stále více na sever. Při svém postupu využívala například i bombardování civilistů, za což byla velmi kritizována a odsuzována v zahraničí.  
Po dalším vyostření bojů v roce 2009, při kterých zemřelo více než 10 000 lidí, uznali Tamilští tygři 17. května porážku.

## Důsledky občanské války
V konfliktu, který trval 26 let, zemřelo více než 100 000 lidí. Mimo to se konflikt podepsal na snížené ekonomické výkonnosti země, odlivu vzdělaných lidí do zahraničí a rozdělení společnosti. 
V průběhu konfliktu ze země uprchlo až 300 000 Tamilů, kteří se usadili v zahraničí, především pak v indickém státě Tamil Nadu. Tito uprchlíci se potom významně podíleli na financování činnosti Tamilských tygrů a na šíření dezinformačních kampaní.  
Bezprostředně po skončení konfliktu byly zahájeny programy navracení bývalých přívrženců LTTE zpět do společnosti. Více než 11 000 lidí prošlo procesem resocializace ve specializovaných centrech, kde byli školeni vojenským personálem. Resocializační programy byly velmi úspěšné, protože žádný z těch, kteří byli úspěšně zařazeni zpět do společnosti, se nevrátil zpět k násilnostem. 
Dále byla zahájena obnova ekonomiky. Ta zahrnovala rekonstrukci a budování infrastruktury a příliv zahraničních investic. Proces obnovy ekonomiky byl úspěšný, pozitivně se projevily především investice z Číny. Čína se ve velké míře podílí na financování budování infrastruktury. Významným čínským projektem je například přístav Hambantota na jihu země, který je součástí iniciativy Nová Hedvábná stezka (OBOR). Došlo také k výraznému nárůstu turistického ruchu. V roce 2009 bylo zaznamnenáno 445 000 příjezdů turistů, v roce 2010 už to bylo 654 000 a v roce 2016 více než 2 miliony.

## Současný stav
Ačkoliv byli Tamilští tygři poraženi již v roce 2009, stále přetrvává mnoho stoupenců, kteří si přejí vytvoření Tamilského Ílamu. Tito přívrženci jsou především ze skupiny Tamilů, která v průběhu občanské války odešla do zahraničí. V současnosti se snaží podporovat zbytky teroristické organizace finančními příspěvky a šířením dezinformačních kampaní.
Kromě LTTE se začaly na Srí Lance projevovat i islámské radikální skupiny, například skupina Towheed Jamath nebo Al-Káida. Tyto islámské skupiny vzbuzují znepokojení srílanské vlády, protože je prokázáno, že některé z nich jsou napojeny na členy bývalých Tamilských tygrů. 
V roce 2015 byl prezident Radžapaksa nahrazen Maithripalem Sirisenou. Ten po svém zvolení slíbil, že ukončí éru despotismu, autoritářství a korupce, což se mu do jisté míry podařilo splnit. Ovšem jiné, o poznání ambicióznější plány, se mu však plnit nedaří. I přes to však zůstává mezi srílanským obyvatelstvem velice populární. 
V roce 2017 byla přislíbena ústavní reforma, která by měla zavést federativní uspořádání státu. Srí Lanka by tak byla rozdělena na devět samostatných regionů, přičemž každý by měl vlastní práva a samosprávu. Federativní rozdělení by tak bylo de facto vyslyšením přání tamilských separatistů požadujících vznik samostatného státu.